# Tailhac
Tailhac ist eine französische Gemeinde mit 63 Einwohnern (Stand 1. Januar 2022) im Département Haute-Loire in der Region Auvergne-Rhône-Alpes (vor 2016 Auvergne). Sie gehört zum Arrondissement Brioude und zum Kanton Gorges de l’Allier-Gévaudan.

## Geographie
Tailhac liegt etwa 37 Kilometer westlich von Le Puy-en-Velay.
Nachbargemeinden von Tailhac sind Langeac im Norden und Osten, Chazelles im Südosten, Desges im Süden sowie Pinols im Westen.

## Bevölkerungsentwicklung
| Jahr                       | 1962 | 1968 | 1975 | 1982 | 1990 | 1999 | 2006 | 2011 | 2017 |
| -------------------------- | ---- | ---- | ---- | ---- | ---- | ---- | ---- | ---- | ---- |
| Einwohner                  | 120  | 95   | 86   | 79   | 68   | 73   | 80   | 76   | 72   |
| Quellen: Cassini und INSEE |      |      |      |      |      |      |      |      |      |

## Sehenswürdigkeiten
- Dolmen La Tuile des Fées
- Kirche Saint-Jean-Baptiste aus dem 12./13. Jahrhundert, spätere Umbauten